# Kizilkum
Kizilkum (uzbeško Қизилқум, Kizilkum, قىزىلقۇم, kazaško Қызылқұм, Kizilkum, قىزىلقۇم, rusko Кызылкум, Kizilkum) je 15. največja puščava na svetu. Njeno ime v turških jezikih pomeni Rdeči pesek. Puščava leži v Srednji Aziji med rekama Amu Darja in Sir Darja v pokrajini z zgodovinskim imenom Transoksanija ali Sogdija. Razdeljena je med države Kazahstan, Turkmenistan in Uzbekistan. Njena površina meri okoli 298.000 km2. Večina puščave je v Uzbekistanu.

## Geografija
Večina puščave je obširna ravnina na nadmorski višini okoli 300 m. V njej so številne depresije in vzpetine (Sultanuizdag, Bukantau). Večji del območja pokrivajo sipine. Na severozahodu so velike površine prekrite s takirji (sloji gline). Tam je tudi nekaj oaz. Ob rekah in v oazah so kmetijska naselja. Temperature so od sredine maja do sredine septembra lahko zelo visoke. V Kerkiju, mestu s celinskim podnebjem na bregu Amu Darje, so julija 1983 izmerili 52°C. 

## Favna
Favna v puščavskem delu Kizilkuma vključuje rusko želvo (Testudo horsfieldii) in velikega kuščarja, znanega kot transkaspijski ali puščavski varan (Varanus griseus), ki lahko doseže dolžino 1,6 m. Po severnem delu puščave se občasno seli tudi antilopa sajga (Saiga tatarica).
Naravni rezervat Kizilkum v buharski regiji ije bil ustanovljen leta 1971. Območje rezervata meri 101.000 km2 in se nahaja na poplavnem zemljišču (tugaj)  Amu Darje v bližini naselja Dargan Ata. V rezervatu živijo baktrijski jelen (Cervus elaphus bactrianus), divji prašič (Sus scrofa), navadni fazan (Phasianus colchicus), zlati orel (Aquila chrysaetus). 
Rezervat Džejran se nahaja 40 km južno od Buhare in meri 51.450 km2. V njem se vzgajajo redke živalske vrste kot so črnorepa gazela (Gazella subgutturosa), Przewalskijev konj (Equus ferus przewalskii), turkmenski kulan ali transkaspijski divji osel (Equus hemionus kulan) in MacQueenova droplja (Chlamydotis macqueenii). Rezervat je bil ustanovljen leta 1977 na zaprtem območju s površino 5.131 hektarjev.

## Paleontologija
V puščavi Kizilkum so skalne formacije s številnimi fosili. Posebej zanimiva je formacija Džarakuduk  v Uzbekistanu iz zgodnje pozne krede, v kateri so odkrili  več vrst zgodnjih ptic: Incolornis martini, Explorornis walkeri, Kizylkumavis cretacea, Kuszholi amengi, Lenesornis kaskarovi, Sazavis prisca, Zhyraornis kaskarovi in Zhyraornis logunovi  so priznane kot posebne vrste.
V skalnih tvorbah so odkrili tudi ostanke dinozavrov. Med drugimi fosili iz obdobja krede so debla dreves, školjke, hrošči, morski psi, morski biči, ribe kostnice, žabe, močeradi, želve, krokodilomorfi,  pterozavri in številni majhni zgodnji sesalci.
Med paleontologi, ki so raziskovali skalne formacije so bili tudi J. David Archibald, Aleksander Averjanov, Sergej Kurzanov, Lev Nesov, Anatolij Rjabinin, Anatolij Roždestvenski in Hans-Dieter Sues.

## Gospodarstvo
Lokalno prebivalstvo uporablja velika območja puščave Kizilkum kot pašnike za domače živali, večinoma ovce ter dvogrbe in enogrbe kamele. 
V puščavi so nahajališča zlata, urana, bakra, aluminija, srebra, zemeljskega plina in nafte. Razvoj najslavnejšega nahajališča zlata v Muruntauu se je začel v zgodnjih sedemdesetih letih. Središča rudarstva in metalurgije v regiji so Navoj, Zarafšan in  Učkuduk. Glavni industrijski podjetji sta NGMK (Navojski rudarski in metalurški kompleks) in uzbeško-ameriško skupno podjetje "Zarafšan-Newmont". Centra plinarske industrije sta Gazli in Mubarek.

## Galerija
- Kizilkum južno od  Džangeldija, Uzbekistan
- Večina ozemlja pokrivajo peščene sipine
- Lokalno prebivalstvo veliko prostora izkorišča za pašo domačih živali
- Trdnjava  Ajaz Kala v Horezmu iz 6.-8. stoletja